# Like a Rolling Stone
„Like a Rolling Stone“ je rocková píseň od amerického písničkáře a zpěváka Boba Dylana. Její konfrontační text má původ v rozšířené verzi, kterou Dylan napsal v červnu 1965 po návratu z turné po Anglii. Text byl intenzivně editován a o pár týdnů později byla nahrána písnička, aby se stala součástí nadcházejícího alba Highway 61 Revisited. Během složité dvoudenní preprodukce se Dylan snažil najít správnou podobu písničky. Nejprve byla neúspěšně nahrána jako waltz. Průlom nastal, když ji zkusili zahrát v rockové podobě a nováček Al Kooper improvizoval na varhany, právě díky kterým je písnička známá. Přesto byla společnost Columbia velmi nespokojená s její délkou a velmi elektronickým zvukem a odmítala ji zveřejnit. Po měsíci však kopie unikla, dostala se ke vlivným diskžokejům a byla vydána jako singl. Ačkoli některá rádia odmítala hrát tak dlouhou píseň, „Like a Rolling Stone“ dosáhla druhého místa v amerických žebříčcích a stala se celosvětovým hitem.
Skladba byla označena za revoluční díky kombinacím různých hudebních prvků, mladému cynickému Dylanovu hlasu a přímočarosti otázky v refrénu: How does it feel? (Jaké to je?). „Like a Rolling Stone“ velmi ovlivnila Dylanovu kariéru a je dnes považována za jednu z nejvlivnějších skladeb v poválečné populární hudbě. Od doby svého vydání byla mezníkem v hudebním průmyslu a popkultuře, který udělal z Dylana ikonu. Nahrálo ji množství dalších hudebníků, např. Jimi Hendrix, The Rolling Stones či Bob Marley.

## Motivy
Na rozdíl od ostatních hitů těch dob nebyl text písně o lásce, ale vyjadřoval nelibost a touhu po pomstě. Spisovatel Oliver Trager ho popsal jako „Dylanův výsměch ženě, která bývala ve vyšších kruzích a teď je odkázána sama na sebe v nepřátelském a neznámém světě.“ Cíl písničky, „Miss Lonely“, se vždy ze všeho snadno vymotala, chodila do nejlepších škol a měla vysoce postavené přátele, ale teď, když je její situace složitá, nemá žádné významné zkušenosti ani zážitky, na kterých by mohla zakládat svoji osobu. První řádky písně informují o původním postavení ženy:
Once upon a time you dressed so fine
Threw the bums a dime in your prime, didn't you?
Sloka končí vysmíváním se aktuálnímu postavení:
Now you don't talk so loud
Now you don't seem so proud
About having to be scrounging your next meal
Přes to všechno vyjadřuje píseň také soucit s Miss Lonely, stejně jako radost, že ztrátou všeho člověk získal svobodu. Jann Wenner to okomentoval slovy "Vše bylo vystřiženo. Jseš teď sama na sebe, jsi volná ... Jsi tak bezmocná a nic ti nezbylo. Jsi neviditelná, nemáš žádná tajemství, a to je osvobozující. Už se nemusíš ničeho bát."
Poslední sloka končí slovy:
When you ain't got nothing, you got nothing to lose
You're invisible now, you got no secrets to conceal
Refrén tento motiv zdůrazňuje:
How does it feel
How does it feel
To be on your own
With no direction home
Like a complete unknown
Like a rolling stone
Dylanův životopisec Robert Shelton shrnul význam písně takto: „Píseň oslavuje život odpadlíka pro ty, pro něž je to přechodné, a přechází v lítost k těm, kdo vypadli z buržoazního prostředí. 'Rolling Stone' je o ztrátě nevinnosti a surovosti zážitku. Mýty, naděje a staré domněnky odpadají, aby odhalily realitu, kde se za vše platí.“
Spousta lidí se pokoušela přisoudit cíl skladby nějaké konkrétní postavě z Dylanova kruhu. Např. Andy Warhol ve své knize POPism: The Warhol '60s prohlásil, že někteří jeho známí věří, že „Like a Rolling Stone“ obsahuje nepřátelské odkazy na něj.
Mike Marqusee napsal článek o konfliktech v Dylanově životě během této doby, kdy se Dylan hluboce odcizil svému folkovému publiku. Domníval se, že píseň je směřována k sobě samému. "Píseň pouze dosahuje plné palčivosti když si uvědomíme, že je aspoň z části zpívána ke zpěvákovi samotnému. On je ten with no direction home (bez žádné cesty zpět domů). Podle toho, co o Dylanově mládí a domově víme, se to jeví jako velmi pravděpodobné vysvětlení. Dylan sám poznamenal, že si po nehodě na motocyklu v roce 1966 uvědomil, že "když jsem používal slova "on", „ono“ a „oni“ a mluvil o ostatních lidech, nemluvil jsem o nikom jiném než o sobě."

## Přezpívané verze
Spousta umělců přezpívala píseň „Like a Rolling Stone“, včetně The Wailers, Johnny Thunders, The Four Seasons, The Rascals, Cher, Judy Collins, The Rolling Stones, Spirit, Anberlin, The Tragically Hip, Johnny Winter, Michael Bolton, The Creation, Randy Bachman, John Mellencamp, Green Day, Jimi Hendrix.
Z českých interpretů ji pod názvem „Jako solnej sloup“ (Teď už to víš) s textem Zdeňka Rytíře v roce 1989 nazpíval Petr Kalandra.
Kytarista Jimi Hendrix při výstupu s The Jimi Hendrix Experience nahrál živou verzi na Monterey Pop Festival. Hendrix byl vášnivý fanoušek Boba Dylana, obzvláště měl rád píseň „Like a Rolling Stone“. Řekl: "Dostal jsem pocit, že nejsem jediný, kdo se kdy cítil být takto nízko ... ". Po skončení druhé sloky Hendrix přeskočil na čtvrtou. Hrál na elektrickou kytaru a hudební kritik Greil Marcus popsal atmosféru na Hendrixově nahrávce takto:
„Obrovská jízda napříč akordy na začátku každé sloky, jako deštivá oblaka, melodie je hrána velmi pomalu, s Hendrixovou tlustou, pouliční ospalou řečí zněla úplně jinak než Dylanova středozápadní prašná bouře.“